# Памятник Константину Циолковскому (Калуга, площадь Мира)
Памятник Константину Эдуардовичу Циолковскому  имеет неофициальное название «Циолковский с ракетой» находится в Калуге на площади Мира. Является объектом культурного наследия федерального значения.

## История
Памятник был поставлен в 1957 году. Установка его была приурочена к столетнему юбилею со дня рождения К. Э. Циолковского. Торжественная церемония открытия памятника при этом прошла годом позднее, в 1958 году, 1 июня.
Над созданием памятника работали скульптор Андрей Файдыш-Крандиевский, архитекторы Александр Колчин и Михаил Барщ. Сам памятник был отлит на Ленинградском заводе «Монументскульптура», а установленная рядом с ним ракета первоначально была выполнена из дерева и покрыта серебристой краской. Современный вид ракета приобрела в конце 1959 года, когда её изготовили из нержавеющей стали и привезли на смену временной деревянной ракете.
В 1958 году памятник получил серебряную медаль Академии художеств СССР.
Сквер на площади Мира был выбран для установки памятника в связи с тем, что в 1930-х годах К. Э. Циолковский жил рядом с этим местом и часто приходил гулять и работать на территорию этого сквера.
Ныне памятник является одним из неофициальных символов города Калуга.

## Описание памятника
Памятник представляет собой скульптурную группу, в которую входят отлитая из металла ракета по чертежам Циолковского и полноростовая скульптура самого Константина Эдуардовича Циолковского.
Высота ракеты составляет 18 метров.
Ракета установлена почти вровень с землёй, на небольшом плоском постаменте. Скульптура Циолковского помещена на высокий постамент из серого гранита, таким образом, что сам Циолковский находится приблизительно на уровне центра ракеты по высоте.
На передней стороне постамента выбита надпись:

Константин Эдуардович Циолковский. 1857—1935
.
Ниже выбита цитата из одной из работ К. Э. Циолковского:

«Человечество не останется вечно на Земле, но в погоне за светом и пространством сначала робко проникнет за пределы атмосферы, а затем завоюет себе всё околосолнечное пространство»
.